# ボードゥアン1世 (ベルギー王)
ボードゥアン1世（フランス語: Baudouin Ier、1930年9月7日 - 1993年7月31日）は、第5代ベルギー国王（在位：1951年 - 1993年）。ボードワンの表記も見受けられる。
妃はスペインのカーサ・リエラ侯爵ゴンサーロ・デ・モラの娘ファビオラ。姉に前ルクセンブルク大公ジャンの妃ジョゼフィーヌ＝シャルロット、弟に第6代ベルギー国王アルベール2世がいる。

## 生涯
1930年に誕生し、3年後に国王となる（当時はブラバント公）父レオポルド3世と、同じく王妃となる母アストリッド（スウェーデン国王オスカル2世の三男ヴェステルイェートランド公カールの三女）との間に長男として生まれる。全名はボードゥアン・アルベール・シャルル・レオポルド・アクセル・マリー・ギュスターヴ（フランス語: Baudouin Albert Charles Léopold Axel Marie Gustave）、オランダ語ではバウデヴェイン・アルベルト・カレル・レオポルト・アクセル・マリー・フスターフ（オランダ語: Boudewijn Albert Karel Leopold Axel Marie Gustaaf）。
第二次世界大戦中、レオポルド3世はナチス・ドイツの捕虜となっており、戦後の1950年に実施された復帰の是非を問う国民投票の結果、賛成多数を得て帰国したものの、反国王派の抗議は収まらなかった。そのためボードゥアンは1950年8月11日から翌1951年7月16日まで権限を代行し国政を担った。そして、父王の退位に伴い1951年7月17日、第5代ベルギー国王に即位した。即位にあたって昭和天皇からも祝電が送られた。
1960年6月30日、ベルギーの植民地であったコンゴ共和国の独立と植民地支配の終わりが宣言された。レオポルドヴィルで挙行された独立式典において、ボードゥアンが行った挨拶は、私領地としてコンゴ自由国を創設して非人道的な暴虐な統治を行い非難された彼の祖父の叔父に当たるレオポルド2世を「天才」と呼び、コンゴの独立をベルギーによる「文明化の集大成」と表現した上、「（ベルギーが残した諸制度の）性急な変更は将来を危うくする」と忠告までした挑発的なものであった。

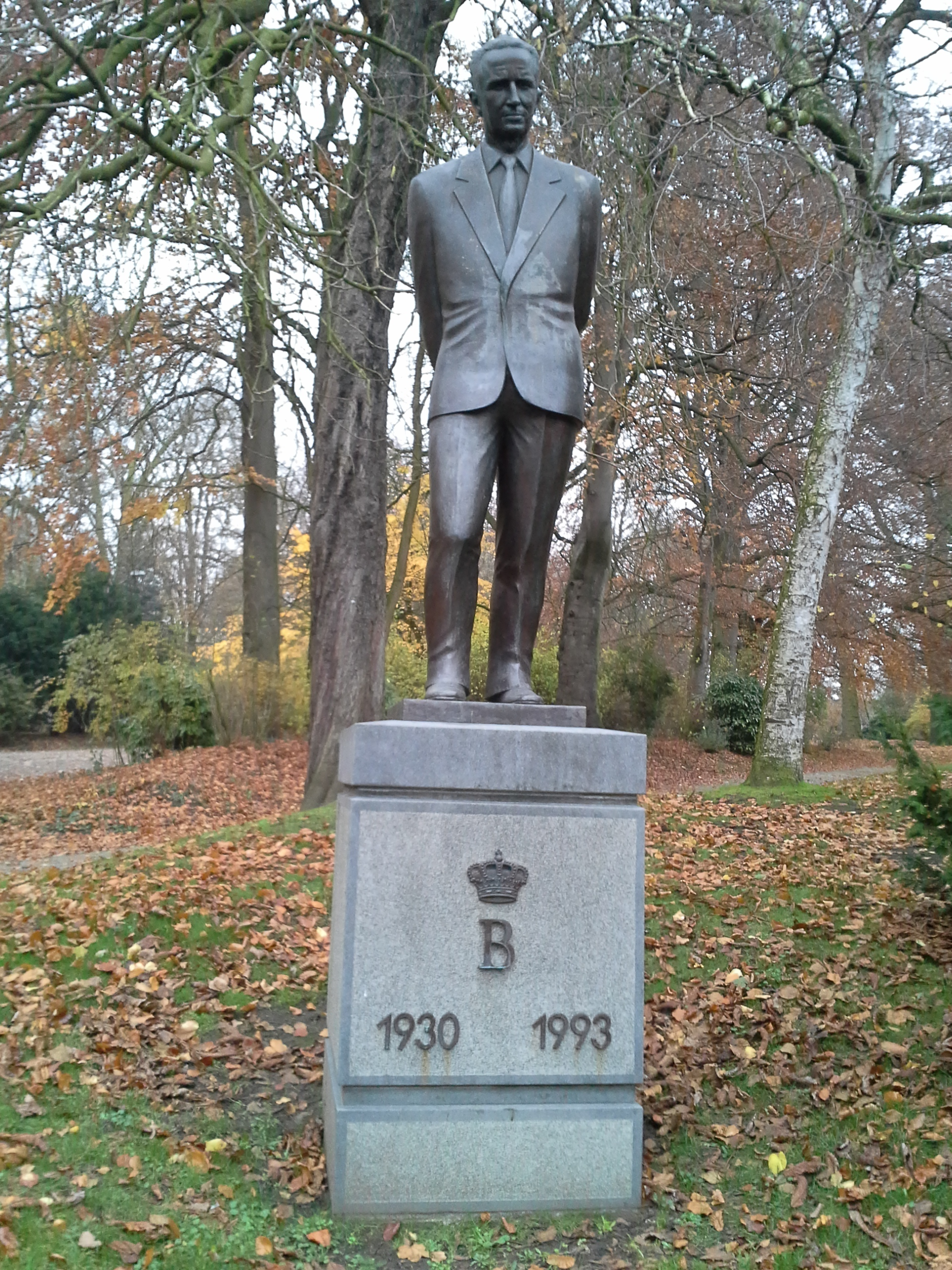
ボードゥアン1世の銅像

1990年に妊娠中絶法案が議会を通過した際、議会はボードゥアン1世に法案への署名を求めたが、ボードゥアン1世は敬虔なカトリック教徒であり、また王妃ファビオラとの間に子供が授からなかったことから法案への署名を拒否していた。しかし署名を拒否すれば立憲君主制の原則を揺るがすことになるため、内閣はボードゥアンと協議を行った。その結果、ボードゥアンを一時的に「統治不能」状態とし、その間に内閣が代理で法案に署名することとした。ボードゥアン1世は1990年4月3日から、法案成立後の4月5日まで統治不能状態に置かれていた。
1993年7月31日、スペイン南部に滞在中、心不全により崩御。なお、この日は同国のスパ・フランコルシャンで行われていたスパ・フランコルシャン24時間レースの開催中であったため、レースは15時間経過した時点で赤旗中止（レース自体は成立）となった。弟のリエージュ公アルベールが王位を継承した。なお、ベルギー国王にはイギリスからガーター勲章が贈られるのが慣例だったが、アルベール2世には贈られなかった。これはイギリス女王エリザベス2世が葬儀に出席した際に葬列の最前列を求めたのに対して、ベルギー側が「最前列は最も親しかった王族専用にしたい」と断ったことを女王が恨みに思い、その意趣返しだったといわれている。
1995年にエゼル競技場を全面改装した際に、ボードゥアン1世を記念してボードゥアン国王競技場へと改名された。

## 日本語文献
- L.J.スーネンス『ボードワン国王　秘められた心の軌跡』渡辺美紀子訳、ドン・ボスコ社、1999年。相談役の枢機卿